# Heitland Foundation
Die Heitland Foundation ist eine 1980 von dem deutschen Unternehmer Volker Heitland gegründete Kunststiftung mit Sitz in Celle. Sie vergab zwischen 1980 und 2013 jährlich bis zweijährlich einen Kunstpreis in Höhe von 25.000 Euro bzw. 25.000 DM. Daneben unterstützt sie bildende Künstler in der Ausbildung oder projektbezogen. Seit 2015 vergibt die private Stiftung mit ihrer Plattform Heitland Honneur mehrmals jährlich einen Preis an vielversprechende, internationale Positionen der Kunst der Gegenwart.
Die Organisation setzt sich zusammen aus dem Kuratorium mit fünf Mitgliedern, dem Vorstand mit drei Mitgliedern und dem Protektorium, bei dem die Zusammensetzung wechselt.

## Preisträger 1980 bis 2013
- 1980: Leonard Lehrer
- 1981: Roberto Matta[6]
- 1983: Olaf Hauke
- 1984: Franz Bernhard
- 1985: Anna Oppermann
- 1986: Johannes Grützke
- 1987: Hetty Krist zusammen mit Rolf Böttcher
- 1988: Yvonne Goulbier
- 1989: Jean Ipoustéguy
- 1990: Stanislaw Batruch
- 1991: Timm Ulrichs
- 1992: Horst Egon Kalinowski
- 1993: Joachim Kuhlmann
- 1994: Jakob Mattner
- 1995: Allen Jones
- 1996: Zhou Brothers
- 1997: Philip Rantzer
- 1998: Bernhard Jäger
- 1999: Barbara Beisinghoff
- 2001: Eduardo Arroyo
- 2003: Shirin Neshat
- 2005: Thomas Huber
- 2007: Jaume Plensa
- 2009: Corinne Wasmuht
- 2011: Angela Ender, Johanna Jäger, Florian Lechner, Ginan Seidl
- 2013: Christian Jankowski

## Heitland Honneur seit 2015
- 2015: Martin Brodwolf, Rainer P. Hahn, Simon Hehemann
- 2016: Dieter Glasmacher, Faezeh Nikoozad, Stephan Rosche, Hubert Schmelzer, Hermann Grüneberg, Viola Yesiltaç
- 2017: Gert Wiedmaier, Simon Blume
- 2018: Nils Völker, Herbert Nouwens, Jörg Bach
- 2020: Annika Kahrs, Gerrit Frohne-Brinkmann